# Juan Antonio Solari
Juan Antonio Solari (Buenos Aires, 7 de junio de 1899-São Paulo, 16 de agosto de 1980) fue un periodista y político argentino, que ejerció como diputado nacional por el Partido Socialista en tres mandatos distintos (1932-1936, 1936-1940, y 1940-1943), siendo uno de los más importantes dirigentes del partido. En 1958, fue uno de los fundadores del Partido Socialista Democrático, por el que fue diputado nacional entre 1963 y 1965. Dirigió el periódico oficial del partido, La Vanguardia.

## Biografía
Solari nació el 7 de junio de 1899 en la Ciudad de Buenos Aires, como hijo del rosarino Antonio Solari y la porteña Ana Bosco, ambos de ascendencia italiana.
Solari completó sus estudios secundarios en 1917, y comenzó a trabajar como obrero en el frigorífico Swift de Berisso, luego trabajó en el Ministerio de Agricultura de la Nación. En mayo de 1919, comenzó su labor como periodista, editando, con la colaboración desde la secretaría de redacción de Eduardo Rodríguez Berdier, el periódico Bases. Este diario, que se presentaba como "Tribuna de la juventud" logró una gran difusión en sólo un año de existencia. 
Solari no realizó estudios universitarios pero se vinculó a los estudiantes que reclamaban la reforma universitaria en 1918, a través de una revista que llamaba a los estudiantes a participar de la Federación Universitaria de Buenos Aires y a reemplazar la identidad nacionalista y aristocratizante que primaba en esa federación por un liberalismo igualitario que abrevaba en las figuras de Mariano Moreno, Bernardino Rivadavia, Esteban Echeverría, Juan Bautista Alberdi, Domingo Faustino Sarmiento y Bartolomé Mitre, y también en las simpatías socialistas a la Revolución Rusa. 
En esos tiempos, Solari se afilia al Partido Socialista y comienza a participar en la política interna del partido. En ese periodo, integra la línea interna que representaba el senador Enrique del Valle Iberlucea, la llamada línea tercerista, que se mostraba partidaria de la toma revolucionaria del poder, de la dictadura del proletariado y de la integración del PS en la Internacional Comunista. Solari colaboró activamente con el grupo llamado Insurrexit, que agrupaba a jóvenes partidarios del comunismo. 
En el IV Congreso Extraordinario del PS realizado en Bahía Blanca los días 8, 9 y 10 de enero de 1921, los “terceristas” (partidarios del ingreso del PS en la Tercera Internacional) confrontan contra los miembros del partido opuestos a esta entrada, sobre todo Juan B. Justo y Antonio De Tomaso que adherían a la recomposición de la Segunda Internacional. Finalmente, el Congreso Extraordinario del PS desaprobó la adhesión a la Tercera Internacional y muchos miembros de la tendencia terminaron abandonado el partido, aunque otros decidieron permanecer dentro del mismo, como fue el caso de Solari. 
En 1921, Solari se casó con la maestra y escritora Herminia Brumana, a quien conoció mediante cartas cuando él era el director de Bases.
En 1928, Solari ingresó en la redacción del diario La Vanguardia. Durante la década de 1920, sería varias veces candidato a diputado nacional por la provincia de Buenos Aires, aunque sin éxito. 
En noviembre de 1931, Solari fue electo diputado nacional por la Capital Federal, asumiendo dicho cargo en febrero de 1932. Fue reelecto para tal cargo en dos oportunidades (1936 y 1940) hasta que el Golpe de Estado de 1943 cerró el Congreso Nacional y lo despojó de su banca. Durante su tiempo como diputado nacional, Solari formó parte de la Comisión Investigadora de Actividades Anti-Argentinas, creada por la Cámara de Diputados en junio de 1941 con el objetivo de investigar y combatir la penetración de ideologías extremistas en el país fundamentalmente aquellas de inspiración nazi-fascista. También llevó adelante el pedido de interpelación al ministro de Marina, Mario Fincati, en mayo de 1942, luego del choque y hundimiento del torpedero Corrientes, en el que murieron catorce marineros, durante unos ejercicios navales en octubre de 1941.
Durante la dictadura del general Edelmiro J. Farrell, Solari estuvo varias veces detenido en la Penitenciaria Nacional, entre 1944 y 1945, por el delito de escribir en periódicos clandestinos. Solari apoyó la formación de la Unión Democrática y fue candidato a diputado nacional por el PS en las elecciones de febrero de 1946, aunque no fue electo. 
Solari encabezó, ya como uno de los líderes del socialismo, una activa oposición al gobierno del general Juan Domingo Perón lo que le valió el exilio en 1948, estableciéndose en Montevideo. En 1951, participa de la preparación del fallido Intento de golpe de Estado en Argentina del 28 de septiembre de 1951, lo que le valió la prisión. En 1953, enfrentó nuevamente la prisión, donde pasó varios meses detenido en la Penitenciaria Nacional por su oposición al gobierno de turno. Solari escribió sobre sus experiencias durante el gobierno peronista en "Doce años de oprobio Argentino. (Itinerario de la dictadura)", publicado en 1956. 
En 1958, Solari forma parte de la división del socialismo cuando, formando parte de la minoría del Comité Ejecutivo (7 miembros) durante el XLIV Congreso del PS reunido en Rosario el 10 de julio de 1958, cuando el partido concluyó dividiéndose. Solari fue declarado “expulsado” del Partido por la mayoría del Comité Ejecutivo que en julio de 1958 separó a la minoría de la dirección partidaria, de acuerdo a una resolución del Congreso Extraordinario de Córdoba, que había tenido lugar en noviembre de 1957. La minoría suscribió un documento publicado el 17 de julio de 1958 en Afirmación, que dirigía Américo Ghioldi, en el que se impugnaba como “antiestatutaria” y “violenta” la resolución de mayoría, y se denunciaban la toma de inmuebles y de bienes y el copamiento del partido por el otro sector. La mayoría, liderada por Alfredo Palacios, Alicia Moreau y otros dirigentes, constituirá el Partido Socialista Argentino y la minoría, de la que forman parte Ghioldi, Nicolás Repetto, Jacinto Oddone, entre otros, constituirá el Partido Socialista Democrático.  
Solari se convirtió rápidamente en uno de los referentes del PSD y en emblema del socialismo liberal, fuertemente antiperonista, que representaba el partido. En 1963, Solari fue electo diputado nacional por la Capital Federal con mandato por dos años. Desde su banca como diputado, presentó un proyecto de ley para establecer el salario mínimo, vital y móvil, que se utilizó como base, junto a otros proyectos presentados por los diputados Alfredo Palacios (PSA), Juan Luco (UP) y Juan Carlos Cárdenas (UCRI),  que estableció la ley 16.459, del salario mínimo, vital y móvil, sancionada el 7 de junio de 1964.
En reconocimiento a su prolífica obra, en 1967 es designado miembro a la Academia Nacional de Ciencias Morales y Políticas y en 1971 de la Academia Nacional de la Historia. En 1969 viaja a Israel, país al que admiraba profundamente. En los años finales de la década de 1960 es uno de los principales inspiradores del Ateneo Liberal Argentino. 
En 1973, fue candidato a senador nacional por el PSD, en apoyo de la fórmula presidencial integrada por Américo Ghioldi y René Balestra, aunque no resultó electo. En junio de 1973 renuncia nuevamente a la Secretaría General del PSD y es designado encargado de Organización y Propaganda para los centros socialistas de Capital Federal e interior del país. El balance que hizo Solari del primer año del gobierno peronista, desde el diario La Vanguardia, fue sumamente crítico, nombrándolo como el año de los cuatro presidentes y encontrándole similitudes entre el año 1820 "prólogo de la anarquía y luego del despotismo rosista". "En el transcurso del año, continuaba Solari, no se ha logrado entrar en verdad, no obstante las apariencias, en la prometida institucionalización, y los conflictos y pujas, a veces sangrientos, que se registran en las diversas ramas del movimiento, indican, con la serie interminable de asesinatos, secuestros, actos de terrorismo y pillaje a cargo de bandas organizadas para ello, que la situación presente no es precisamente tranquilizadora; pues más allá de los resultados comiciales, no se ha afianzado con seguridad para los destinos colectivos". Solari machacaba acerca del déficit de institucionalidad del gobierno, que entendía endémico en el partido gobernante. 
En 1975 Solari fue designado miembro del PEN Club Internacional. Durante la década de 1970, colaboró regularmente en los voceros de la prensa liberal del país, escribiendo artículos de opinión para los diarios La Prensa de Buenos Aires, La Capital de Rosario y Los Andes de Mendoza. 
Falleció en la ciudad brasileña de São Paulo, donde se encontraba visitando a sus nietas Ada y Herminia, ambas exiliadas en Brasil desde 1976 a causa del golpe militar, el 16 de agosto de 1980.

## Obras
- Miseria de la riqueza argentina
- A un siglo del dogma socialista
- Temas de legislación obrera
- Socialismo y demagogia
- Rivadavia y los Afectos bien Nacidos, Editorial La Vanguardia, Buenos Aires 1946.